# Cantón de Moisdon-la-Rivière
El cantón de Moisdon-la-Rivière era una división administrativa francesa, que estaba situada en el departamento de Loira Atlántico y la región de Países del Loira.

## Composición
El cantón estaba formado por cinco comunas:
- Grand-Auverné
- Issé
- Louisfert
- La Meilleraye-de-Bretagne
- Moisdon-la-Rivière

## Supresión del cantón de Moisdon-la-Rivière
En aplicación del Decreto n.º 2014-243 de 25 de febrero de 2014, el cantón de Moisdon-la-Rivière fue suprimido el 22 de marzo de 2015 y sus 5 comunas pasaron a formar parte del nuevo cantón de Châteaubriant .